# 谭冠三
谭冠三（1905年1月31日—1985年12月6日），曾用名谭才儒、谭年春等，湖南耒阳人，中国人民解放军高级将领，中将军衔。

## 生平
谭冠三1926年加入中国社会主义青年团，同年转入中国共产党，在湘南地区发动农民运动。1928年[1927年9月]，参与发动秋收起义，后[1928年1月]又参加湘南起义。井冈山会师后，谭任红四军军需部文书。1930年调任红十二军一纵队政治部宣传科科长，后又曾先后担任红34、36、25团政治委员。1934年，谭冠三随红一军团参加了长征。
抗战期间，初任抗日军政大学俱乐部主任、秘书科长等职，后调往冀中军区前线工作，任冀中军区暨八路军第三纵队政治部副主任、冀中第一军分区兼七支队政治委员、冀中南进支队政治委员等职。
谭冠三历任抗大秘书科长，冀中军区政治部、三纵队政治部副主任，冀中军区一分区政委兼七支队政委，冀中南进支队政委，冀中纵队政治部主任，汝南工委书记，豫皖苏八地委书记兼分区政委，军政委等职务，为中国人民的解放事业作出了重要贡献。 
解放战争时期，任冀中（杨成武）纵队政治部主任、晋察冀野战军第三纵队政治部主任、汝南工委书记、豫皖苏军区第八地委书记兼第八军分区政委。1949年任中国人民解放军第二野战军十八军政治委员，受命进军西藏，任西藏军区政委。1955年，被授予中将军衔。1959年3月，指揮了拉薩戰役。1962年，参与指挥了中印边境战争。
1966年，谭冠三调任中华人民共和国最高人民法院第一副院长。1978年，退任成都军区顾问。1985年12月6日病逝于成都。